# Санта-Крус-дель-Сейбо
Санта-Крус-дель-Сейбо (исп. Santa Cruz de El Seibo) - город и муниципалитет в Доминиканской Республике, столица провинции Эль-Сейбо. Он граничит на севере с муниципалитетом Мичес, на юге — с провинциями Ла-Романа и Сан-Педро-де-Макорис, на востоке — с провинцией Ла-Альтаграсия и на западе — с провинцией Ато-Майор. Санта-Крус-дель-Сейбо расположен в 25 км от Ато-Майор-дель-Рея, в 45 км от Игуэя и в 135 км от столицы страны Санто-Доминго. Муниципалитет Санта-Крус-дель-Сейбо делится на 3 муниципальных района: Педро Санчес, Сан-Франсиско-Висентильо и Санта-Лусия.
Санта-Крус-дель-Сейбо, являющийся одним из старейших доминиканских городов, был основан в 1502 году испанским конкистадором Хуаном де Эскивелем под названием Санта-Крус-де-Икаягуа.
Санта-Крус-дель-Сейбо — главный центр почитания Святого Креста в Доминиканской Республике, празднование которого отмечается с 1 по 10 мая ежегодно. Город — также единственный в стране, в котором во время торжеств проводятся бои быков.
В 1998 году у окраин города выросли трущобы пострадавших от урагана Джордж, их население составило около 8 000 человек. Большинство из них были фермеры из ближайших земель.

## Известные уроженцы
- Алехандро Восс-и-Хиль  (1856—1932), президент Доминиканской Республики (1885—1887, 1903)